# Предел (математика)
Преде́л — одно из основных понятий математического анализа, на него опираются такие фундаментальные разделы анализа, как непрерывность, производная, интеграл, бесконечные ряды и др. Различают предел последовательности и предел функции.
Понятие предела на интуитивном уровне использовалось ещё во второй половине XVII века Ньютоном, а также математиками XVIII века, такими как Эйлер и Лагранж. Первые строгие определения предела последовательности дали Больцано в 1816 году и Коши в 1821 году.

## История

### Обоснование термина
Операция взятия предела в математическом анализе называется предельным переходом. Интуитивное понятие о предельном переходе использовалось ещё учеными Древней Греции при вычислении площадей и объёмов различных геометрических фигур. Методы решения таких задач в
основном были развиты Архимедом.
При создании дифференциального и интегрального исчислений математики XVII века (и, прежде всего, Ньютон) также явно или неявно использовали понятие предельного перехода. Впервые определение понятия предела было введено в работе Валлиса «Арифметика бесконечных величин» (XVII век), однако исторически это понятие не лежало в основе дифференциального и интегрального исчислений.
Лишь в XIX веке в работах Коши теория пределов была использована для строгого обоснования математического анализа. Дальнейшей разработкой теории пределов занимались Вейерштрасс и Больцано.
С помощью теории пределов в первой половине XIX века было, в частности, обосновано использование в анализе бесконечных рядов, которые явились удобным аппаратом для построения новых функций.

### Символ предела
Общепринятый символ предела {\displaystyle \lim _{x\to a}f(x)} был предложен Симоном Люилье (1787 год) в следующем формате: {\displaystyle \operatorname {lim.} x:a;} это обозначение получило поддержку Коши (1821). Точка после lim вскоре исчезла. Близкое к современному обозначение предела ввёл Вейерштрасс, хотя вместо привычной нам стрелки он использовал знак равенства: {\displaystyle \operatorname {Lim} _{x=a}}. Стрелка появилась в начале XX века сразу у нескольких математиков.
Обозначения для одностороннего предела вида {\displaystyle \lim _{x\to a+0}f(x)} первым предложил Дирихле (1837) в виде: {\displaystyle f(a+0),f(a-0).} Мориц Паш (1887) ввёл другие важные понятия — верхнего и нижнего предела, которые записывал в виде: {\displaystyle \lim \sup } и {\displaystyle \lim \inf } соответственно. За рубежом эта символика стала стандартной, а в отечественной литературе преобладают другие обозначения: {\displaystyle \varlimsup _{n\to \infty }x_{n},\ \varliminf _{n\to \infty }x_{n},} введенные Альфредом Прингсхаймом в 1898 году.

## Предел последовательности
Пределом последовательности называют объект, к которому члены последовательности в некотором смысле стремятся или приближаются с ростом порядкового номера.
Число {\displaystyle a} называется пределом последовательности {\displaystyle x_{1},x_{2},...,x_{n},...}, если
{\displaystyle \forall {\text{  }}\varepsilon >0{\text{,  }}\exists {\text{  }}N(\varepsilon ){\text{,   }}\forall {\text{  }}n>N(\varepsilon ){\text{  }}{\text{  }}|x_{n}-a|<\varepsilon }.
- {\displaystyle \forall } — квантор всеобщности;
- {\displaystyle \exists } — квантор существования.

Предел последовательности обозначается {\displaystyle \lim _{n\to +\infty }x_{n}}. Допускается обозначение {\displaystyle \lim x_{n}}.
Свойства:
- Если предел последовательности существует, то он единственный.
- {\displaystyle \lim c=c}{\displaystyle ,\,c={\rm {const}}.}
- {\displaystyle \lim(x_{n}+y_{n})=\lim x_{n}+\lim y_{n}} (если оба предела существуют)
- {\displaystyle \lim(qx_{n})=q\lim x_{n}} {\displaystyle ,\,q={\rm {const}}.}
- {\displaystyle \lim(x_{n}y_{n})=\lim x_{n}\lim y_{n}} (если оба предела существуют)
- {\displaystyle \lim(x_{n}/y_{n})=\lim x_{n}/\lim y_{n}} (если оба предела существуют и знаменатель правой части не ноль)
- Если {\displaystyle a_{n}>x_{n}>b_{n}\forall n} и {\displaystyle \lim a_{n}=\lim b_{n}} , то {\displaystyle \lim x_{n}=\lim a_{n}=\lim b_{n}} (теорема «о зажатой последовательности», также известная, как «теорема о двух милиционерах»)

## Предел функции

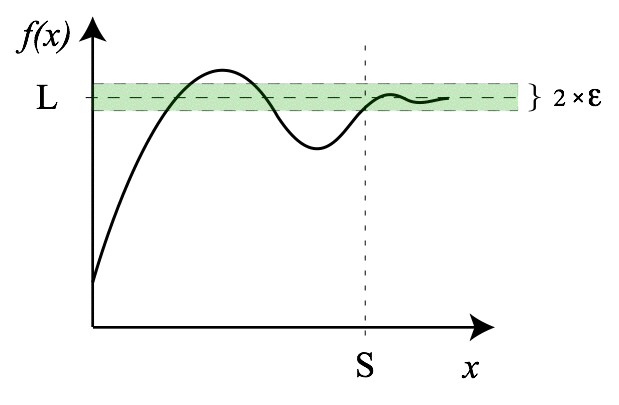
График функции, предел которой при аргументе, стремящемся к бесконечности, равен.

Функция {\displaystyle f(x)} имеет предел {\displaystyle A} в точке {\displaystyle x_{0}}, если для всех значений {\displaystyle x}, достаточно близких к {\displaystyle x_{0}}, значение {\displaystyle f(x)} близко к {\displaystyle A}.
Число b называется пределом функции {\displaystyle f(x)} в точке {\displaystyle a}, если {\displaystyle \forall \varepsilon >0} существует {\displaystyle \delta >0}, такое что {\displaystyle \forall x,0<|x-a|<\delta } выполняется {\displaystyle |f(x)-b|<\varepsilon }.
Для пределов функций справедливы свойства, аналогичные пределам последовательностей, например, {\displaystyle \lim _{x\to x_{0}}(f(x)+g(x))=\lim _{x\to x_{0}}f(x)+\lim _{x\to x_{0}}g(x)} — предел суммы равен сумме пределов, если все пределы существуют.

## Понятие предела последовательности на языке окрестностей
Пусть {\displaystyle X} — некоторое множество, на котором определено понятие окрестности {\displaystyle U} (например, метрическое пространство). Пусть {\displaystyle x_{i}\in X} — последовательность точек (элементов) этого множества. Говорят, что {\displaystyle x\in X} есть предел этой последовательности, если вне любой окрестности точки {\displaystyle x} лежит конечное число членов последовательности, или {\displaystyle \forall {\text{ }}U(x){\text{  }}\exists {\text{ }}n,{\text{  }}\forall {\text{ }}i>n{\text{  }}{\text{  }}x_{i}\in U(x)}

## Замечательные пределы
Замечательные пределы — термины, использующиеся в советских и российских учебниках по математическому анализу для обозначения двух широко известных математических тождеств со взятием предела:
- Первый замечательный предел:
{\displaystyle \lim _{x\to 0}{\frac {\sin x}{x}}=1.}
- Второй замечательный предел:
{\displaystyle \lim _{x\to \infty }\left(1+{\frac {1}{x}}\right)^{x}=e.}

Замечательные пределы и их следствия используются при раскрытии неопределённостей для нахождения других пределов.

## Вариации и обобщения
Ультрапредел — конструкция, позволяющая определить предел для широкого класса математических объектов. В частности, она работает для числовых последовательностей и последовательностей точек в метрическом пространстве, допускает обобщения на последовательности метрических пространств и последовательности функций на них. Эта конструкция часто используется, чтобы избежать многократного перехода к подпоследовательности. Эта конструкция использует существование неглавного ультрафильтра, доказательство которого в свою очередь использует аксиому выбора.